# French Tech
French Tech ist ein offizielles Label und ein Förderprogramm des französischen Staates für Städte, die sich besonders für die lokale oder regionale Start-up-Wirtschaft einsetzen. Die Bezeichnung dient als gemeinsames Erkennungszeichen innovativer französischer Unternehmen und wird für die Kommunikation weltweit eingesetzt.

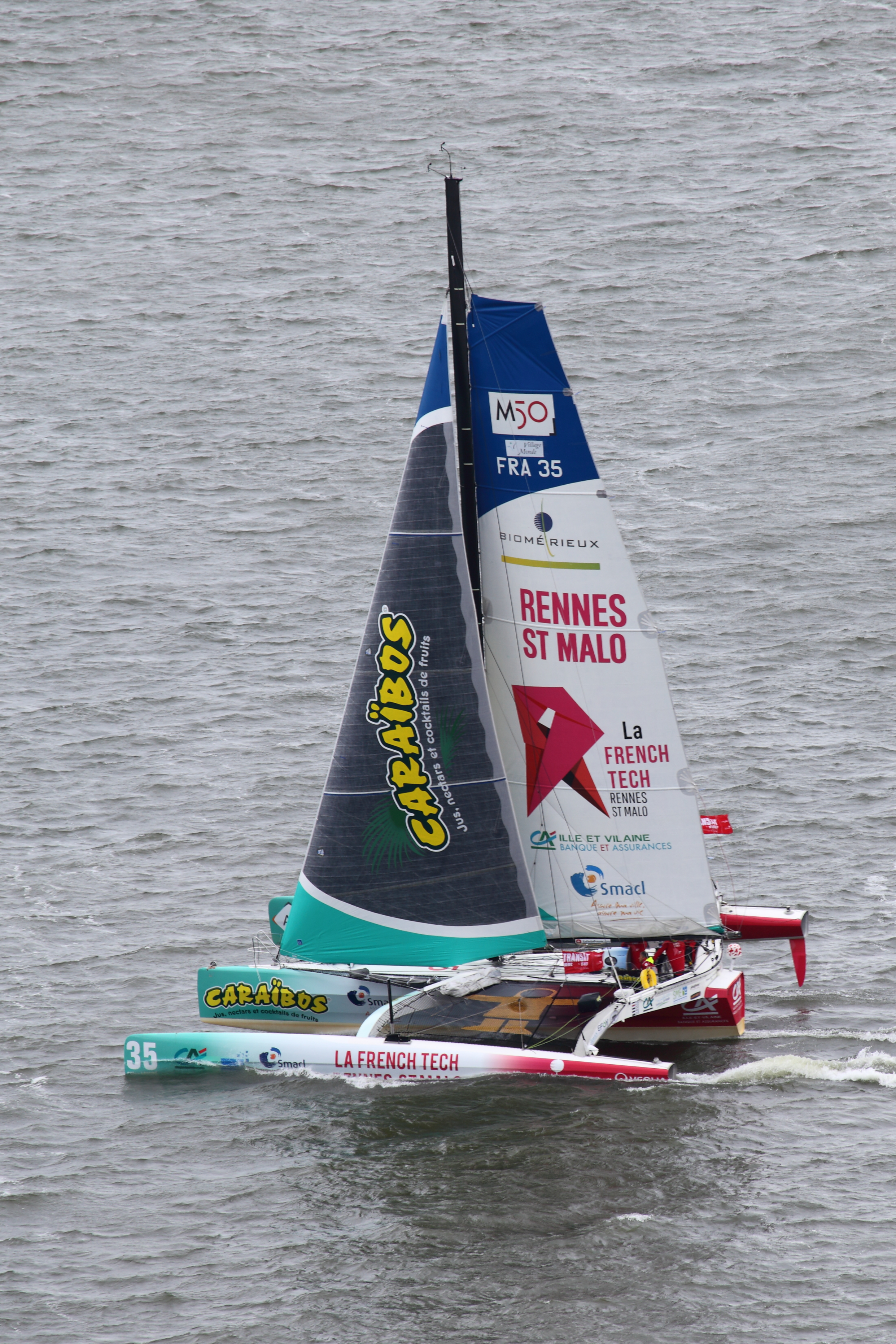
French Tech Sponsoring

## Geschichte
Die Markenkampagne „La French Tech“ wurde Ende des Jahres 2013 von Ministerin Fleur Pellerin gestartet, in deren Ressort die Digitalwirtschaft war. Im November 2014 verlieh die französische Regierung neun Städten die Auszeichnung French Tech. Die Informatikbeauftragte des Kabinetts Valls Axelle Lemaire kündigte im Januar 2015 an, dass für das French Tech-Programm ein Budget von 15 Millionen Euro gesprochen worden sei. Die halbstaatliche französische Bank Bpifrance gewährte für das Projekt seit 2015 Subventionen in der Höhe von 200 Millionen Euro und unterstützte die Einrichtung von French Tech-Agenturen und die Präsenz des Programms auf Technologiemessen in andern Ländern.
Im Jahr 2016 nahm eine Gruppe von 190 französischen Start-Up, die von French Tech unterstützt wurden, an der Consumer Electronics Show in Las Vegas teil.
Seit 2017 befindet sich das Sekretariat des Programms im neu eröffneten Dienstleistungspark für Start-ups Station F in Paris. Seit 2018 ist die Unternehmerin Kat Borlongan die Direktorin von French Tech.
Im Jahr 2019 erhielten in einer zweiten Phase des Programms 13 französische Großstädte mit einem erheblichen Anteil junger innovativer Unternehmen die Auszeichnung  Capitale French Tech.

## Städte und Regionen
Das Netz der French Tech-Städte umfasst einige große Stadtregionen Metropolitan-Frankreichs sowie mehrere Städte und Regionen, die in Bezug auf die Start-up-Wirtschaft als thematische Entwicklungsschwerpunkte (écosystèmes thématiques) definiert wurden:
- Métropole d’Aix-Marseille-Provence[5]
- Bordeaux
- Grenoble
- Lille
- Lyon
- Montpellier
- Nantes
- Rennes – Saint-Malo
- Toulouse
- Brest
- Normandie: Rouen, Caen, Le Havre
- Nizza
- Lothringen: Metz, Nancy, Épinal et Thionville[6]
- Chambéry
- Annecy
- Valence
- Romans-sur-Isère
- Saint-Étienne («Design Tech»)
- Reims
- Angers  («Industry Tech»)
- Avignon («Culture Tech»)
- Burgund-Elsass-Franche-Comté («Med Tech» und «Bio Tech»)
- Amiens
- Chalon-sur-Saône
- Clermont-Ferrand
- Dijon
- Grand Besançon Métropole
- Angoulême – La Rochelle – Niort – Poitiers
- Tarbes
- Toulon